# Wojna łucka
Wojna łucka – konflikt zbrojny pomiędzy Koroną i Litwą w 1431. Wojna ta stała się przyczyną nowego konfliktu polsko-krzyżackiego oraz była preludium do wojny domowej na Litwie.

## Przyczyny wojny
Po śmierci wielkiego księcia Witolda 27 października 1430 formalne zwierzchnictwo na Litwie objął Władysław Jagiełło, ale ostatecznie nowym wielkim księciem uznał on swojego najmłodszego brata – Bolesława Świdrygiełłę. Król Polski liczył, że dzięki temu bezdzietny krewny uzna za swoich następców na Litwie synów starszego brata: Władysława i Kazimierza. Świdrygiełło jednak chciał się usamodzielnić i założyć własną dynastię. Jeszcze w 1430 uwięził on Jagiełłę, zajął Wilno i Troki oraz wymusił na Jagielle oficjalne uznanie swojego panowania na Litwie.
Sytuację zaostrzyła interwencja rycerstwa polskiego, które dowiedziawszy się o uwięzieniu króla zajęło pograniczne zamki, m.in.: Kamieniec Podolski, Czerwonogród oraz Skałę Podolską. Mimo rozkazu króla zamki pozostały w rękach polskich, a w odwecie Świdrygiełło zajął Zbaraż i Olesko oraz złupił m.in. Lwów i Trembowlę.
Szukając sprzymierzeńców dla swoich ambitnych planów, Świdrygiełło zawarł porozumienie z hospodarem mołdawskim Aleksandrem Dobrym, Tatarami i wielkim mistrzem zakonu krzyżackiego Paulem von Russdorffem. Dodatkowo za swojego protektora uznał króla niemiecko-węgierskiego Zygmunta Luksemburskiego.
Działania te wzbudziły duży niepokój na dworze królewskim na Wawelu. Wreszcie informacja, że ludzie księcia Świdrygiełły uwięzili sekretarza królewskiego Jana Lutkowica z Brzezia, zadecydowała o tym, iż Jagiełło postanowił zbrojnie rozprawić się ze swoim bratem.

## Przebieg
Działania rozpoczęto w trzeciej dekadzie czerwca 1431. Król Władysław z głównymi siłami wyruszył 25 czerwca z Przemyśla w kierunku Horodła, a nieco wcześniej dwa oddziały wymaszerowały na Zbaraż, Horodło i inne zamki opanowane przez Litwinów. Na początku lipca wojska polskie opanowały główne miasta Wołynia, który od śmierci księcia Witolda uznawano za część Korony. Jagiełło liczył, że dzięki temu dalsza kampania nie będzie potrzebna, ale wobec twardej postawy brata, w połowie lipca rozpoczęto marsz na ziemie litewskie. Do pierwszej potyczki doszło w pobliżu Uściługu, gdzie rycerstwo polskie pokonało liczniejszy oddział rusińsko-tatarski. Litwini zaś spalili swoje okoliczne umocnienia i wycofali się.
W końcu lipca wojska królewskie ruszyły na Łuck, zostając jeszcze wzmocnione przez spóźnione rycerstwo wielkopolskie. Część z tych sił – ok. 6000 pod księciem Kazimierzem II – musiano jednak wydzielić przeciwko zbuntowanym z inspiracji Świdrygiełły Rusinom w księstwie bełskim. Sam wielki książę tymczasem zebrał większe siły i zajął pozycję w Łucku. 31 lipca sześć chorągwi polskich starło się w potyczce nad rzeką Styr pod Łuckiem z oddziałem Świdrygiełły, który nakazał odwrót na widok zbliżającego się z głównymi siłami brata i spalił miasto. Sam książę w czasie walki został ranny. Sukces sprawił, że wojska polskie następnego dnia rozpoczęły oblężenie zamku łuckiego, ale mimo starań i szturmu 13 sierpnia zamku nie zdobyto. Tego też dnia zwarto 4-dniowy rozejm.
17 sierpnia Litwini zerwali rozejm: z zamku dokonano wypadu na pozycje polskie; jednocześnie inny oddział opanował Ratno i wkroczył na ziemię chełmską, ale tam został rozbity przez jazdę lokalnego burgrabiego, Jana Ciołka. Ofensywa litewska załamała się także pod Krzemieńcem, gdzie zwycięstwo odniósł oddział jazdy Piotra Szafrańca. 20 sierpnia zawarto kolejny rozejm, który obowiązywał do 26 sierpnia. Jednak nie wiedząc o tym, jeszcze tego samego dnia do wojny przyłączyli się krzyżacy, atakując Kujawy i ziemię dobrzyńską oraz Mołdawianie, którzy uderzyli m.in. na Halicz i Kamieniec Podolski. Wydzielony oddział polski pokonał jednak siły hospodara Aleksandra i zmusił do odwrotu. Król Jagiełło zaś po upływie terminu rozejmu wystawił nowy dokument rozejmowy, ale Polacy przystąpili do nowego ataku na Łuck, znów jednak bezskutecznie. Ostatecznie 1 września także Świdrygiełło wystawił dokument rozejmowy. Strony, w tym krzyżacy i Mołdawianie, miały zaprzestać jakiejkolwiek walki aż do dnia 24 czerwca 1433.

## Skutki
Zakończenie konfliktu nie przyniosło Koronie żadnego sukcesu, gdyż do podpisania pokoju miano utrzymać stan posiadania jaki istniał w momencie wejścia w życie rozejmu. Dodatkowo państwo zostało uwikłane w kilkuletnie zmagania z zakonem krzyżackim. Nie osiągnięto także nadrzędnego celu, którym było pozbawienie tytułu wielkoksiążęcego Świdrygiełły. Ustalono tylko, że należy przeprowadzić rozgraniczenie dóbr Korony i Litwy, aby nie dochodziło na tym polu do nowych nieporozumień.
Na Litwie spokój panował jedynie do 1432, kiedy wybuchła wojna domowa pomiędzy Świdrygiełłą a Zygmuntem Kiejstutowiczem, w którą wciągnięto także krzyżaków i Koronę.